# Metaphycus hodzhevanishvilii
Metaphycus hodzhevanishvilii is een vliesvleugelig insect uit de familie Encyrtidae. De wetenschappelijke naam is voor het eerst geldig gepubliceerd in 1972 door Yasnosh.